# Олар (Јужна Каролина)
Олар (енгл. Olar) град је у америчкој савезној држави Јужна Каролина.

## Демографија
По попису из 2010. године број становника је 257, што је 20 (8,4%) становника више него 2000. године.
| Група             | 2000.       | 2010.       |
| Белци             | 124 (52,3%) | 135 (52,5%) |
| Афроамериканци    | 110 (46,4%) | 112 (43,6%) |
| Азијати           | 1 (0,4%)    | 1 (0,4%)    |
| Хиспаноамериканци | 1 (0,4%)    | 1 (0,4%)    |
| Укупно            | 237         | 257         |